# だるま商店
だるま商店（だるましょうてん）は、日本の絵描きユニット。絵師・安西智、ディレクター・島直也による。2003年秋に結成。

## 概要
絵師・安西智とディレクター・島直也の二人による絵描きユニット。
力強い毛筆と極彩色のCGを操りグラデーションと色彩を最大限に利用した作品を描く。安西の自由な筆使いと色彩感覚と、ディレクター島の徹底したコンセプトワークによる日本・アジアの古典と流行を再構築しだるま商店独特の絵を構築していっている。建築、和菓子、お笑い、広告、下着などさまざまな分野で活動する。日記や手記によると、ENLIGHTENMENTのヒロ杉山、 カンバラクニエ、宝塚の元トップスター但馬久美、吉本興業のカリカ家城や椿鬼奴、プロレスラーの大石真翔、ドラッグクィーンのエスムラルダ、現代美術のHISA935、ミヤケマイ、モダーン今夜の永山マキ、京都では御多福珈琲の野田敦司、枝魯枝魯の枝國栄一、結髪師の石原哲男、ミヤケマイ氏などと交流を広げている。

## 主な作品
古典的な作品として
- 熊野古道の曼荼羅
- 真言宗善通寺派大本山随心院の襖絵「極彩色梅匂小町絵図」
- 臨済宗妙心寺派大本山妙心寺春光院書院の襖絵
- 臨済宗建仁寺派六道珍皇寺の屏風「極彩色篁卿六道遊行絵図屏風」
- 清水焼の図柄
- 友禅染の図案（宮川町の舞妓さんの衣装）
- 裏千家淡交会山城青年部　掛け軸

近代的な作品として
- 枝魯枝魯=guiloguilo=のアートワーク
- パリcolletのパーティアートワーク
- 表参道ヒルズのクリスマス
- よしもとの芸人とのコラボ
- 映画レッドクリフのグッズ、パンツ
- CHANELのお土産
- 「極彩色熊野古道曼荼羅絵図」
- 「極彩色地獄太夫道中絵図」
- モダーン今夜 セカンドアルバムアルバム「青空とマント」
- モダーン今夜 サードアルバム「愛しいリズム」
- 劇団乙女少年団 第8・9・10回フライヤー
- 株式会社COPO
- animo かっこいいボクサーパンツ
- 「現代版京都妖怪葉書」

## 沿革
- 2003年（平成15年） - デザインフェスタで初結成
- 2004年（平成16年） - 代々木金魚カフェにて初個展。多くのグループ展などに出展
- 2005年（平成17年） - 京都へ移転。モダーン今夜のジャケットを担当。タワーレコード、HMVのインディーズチャートで一位獲得
- 2005年（平成17年） - グラフィック雑誌「MdN」の執筆開始
- 2006年（平成18年） - ロフトプラスワンのイベントバブルにて定期的に展示会開催
- 2006年（平成18年） - 劇団乙女少年団のフライヤーを担当。建築関係の作品を多く手懸けるようになる。
- 2006年（平成18年） - 六本木ヒルズ／表参道ヒルズにてELLEジャポン主催の『ELLE LOVES ART』に参加
- 2007年（平成19年） - ユネスコ世界遺産「紀伊山地の霊場と参詣道」の「極彩色熊野古道曼荼羅絵図」が新デザインに採用
- 2007年（平成19年） - 京都の割烹「枝魯枝魯」のWEBイラスト
- 2007年（平成19年） - 松尾大社にてライブペインティング
- 2007年（平成19年） - 株式会社ユニクリエイツ企画の現代版京都妖怪葉書[リンク切れ]全50種のイラストを担当
- 2007年（平成19年） - 個展「今様ジャポネスク」開催
- 2007年（平成19年） - オランダ・ロッテルダムでグループ展参加
- 2007年（平成19年） - 表参道ヒルズで展示会
- 2009年（平成21年） - 真言宗善通寺派大本山随心院に襖を奉納